# Ejekční frakce
Ejekční frakce (EF, z latinského ejectio = vyhození, vypuzení a fractio = zlomek, část) je objemový podíl (nebo část celkového objemu) tekutiny (obvykle krve) vypuštěné z komory (obvykle srdce) při každém stahu (obvykle srdce). Může se vztahovat k srdeční síni, srdeční komoře, žlučníku nebo žilám dolních končetin. Nicméně pokud není specifikováno jinak, obvykle se vztahuje k levé srdeční komoře.
Ejekční frakce levé komory (LVEF), je podíl krve, který je při každém srdečním stahu vypuzen z levé komory do těla. LVEF je ukazatelem účinnosti čerpání do systémového oběhu. Ejekční frakce pravé komory (RVEF) je podíl krve, který je při každém srdečním stahu vypuzen z pravé komory do plic a je ukazatelem účinnosti čerpání do plicního oběhu.
LVEF je důležitým parametrem pro hodnocení systolické funkce levé komory a je indikátorem při diagnostice srdečního selhání. Při srdečním selhání, kdy srdce nedokáže přečerpávat dostatečné množství krve k uspokojení požadavků organismu, bývá často komorová ejekční frakce snížena. U srdečního selhání je důležité, zda se jedná o selhání se sníženou nebo zachovanou ejekční frakcí, protože každý typ se léčí jiným způsobem.

## Historie
William Harvey popsal základní mechanismus systémového oběhu ve svém díle De motu cordis z roku 1628. Původně se předpokládalo, že se srdce během systoly zcela vyprázdní, avšak v roce 1856 Chauveau a Faivre pozorovali, že po kontrakci v srdci určitá část krve zůstává. Potvrdili to také Roy a Adami v roce 1888. V roce 1906 odhadl Henderson poměr objemu vyprázdněného v systole k celkovému objemu levé komory na přibližně 2/3. Gustav Nylin v roce 1933 navrhl, že poměr srdečního objemu a systolického objemu (reciproká hodnota ejekční frakce) lze použít jako měřítko srdeční funkce. V roce 1952 Bing a jeho kolegové použili menší modifikaci Nylinova návrhu (EDV/SV) k hodnocení funkce pravé komory. Není jasné, kdy přesně byl vztah mezi end-diastolickým objemem a systolickým objemem převrácen do současné podoby.
Holt vypočítal v roce 1956 poměr SV/EDV u psa a poznamenal, že „... při každém srdečním stahu je vypuzeno přibližně 46 % jejího end-diastolického objemu a 54 % zůstává v komoře na konci systoly“. Folse a Braunwald zkoumali v roce 1962 poměr SV/EDV u člověka a zjistili, že „odhad podílu end-diastolického objemu levé komory, který je během každého srdečního cyklu vypuzen do aorty, a end-diastolického a reziduálního objemu komory, poskytuje informace, které jsou zásadní pro hemodynamickou analýzu funkce levé komory“. Elliott, Lane a Gorlin použili termín ejekční frakce v abstraktu konferenčního příspěvku publikovaném v lednu 1964. Bartle a kol. použili v roce 1965 termín ejekční frakce pro poměr SV/EDV a tento termín se objevil ve dvou přehledových článcích v roce 1968, což svědčí o jeho tehdejším širším uplatnění.
Rozvoj zobrazovacích metod (echokardiografie a angiografie) v sedmdesátých letech 20. století umožnil vizualizaci srdce v reálném čase a ejekční frakce se stala standardní součástí kardiologického hodnocení. Od osmdesátých let představuje důležitý parametr v diagnostice srdečního selhání. Mezinárodní organizace jako ESC (European Society of Cardiology) nebo AHA (American Heart Association) stanovují pro klasifikaci srdečního selhání konkrétní hodnoty EF.

## Měření a výpočet
Měření EF se nejčastěji provádí pomocí echokardiografie, která umožňuje měřit objemy krve v komoře. Objem krve na konci diastoly je definován jako end-diastolický objem (EDV) a objem krve, který zůstává v komoře na konci systoly (kontrakce), je end-systolický objem (ESV). Rozdíl mezi EDV a ESV je systolický objem (SV). Ejekční frakce se vypočítává jako procento end-diastolického objemu krve, které je vypuzeno při každé komorové kontrakci, tedy systolický objem (SV) dělený end-diastolickým objemem (EDV):
{\displaystyle EF(\%)={\frac {SV}{EDV}}\times 100}
Kde systolický objem je dán vztahem:
{\displaystyle SV=EDV-ESV}
Ejekční frakci lze měřit také pomocí srdeční katetrizace, magnetické rezonance, myokardiální scintigrafie nebo radionuklidové ventrikulografie nebo intrakavitární scintigrafie.

## Fyziologie

### Normální hodnoty
U zdravého 70kilogramového muže je systolický objem přibližně 70 ml a end-diastolický objem levé komory (EDV) přibližně 120 ml, což dává odhadovanou ejekční frakci 70⁄120, tedy 0,58 (58 %). Zdraví jedinci mají obvykle ejekční frakci 50 % a více, bežně bývá kolem 65 %.

## Klinický význam
Stanovení LVEF je důležité pro diagnostiku a sledování srdečního selhání, hodnocení kontraktility myokardu, sledování efektivity léčby či určení prognózy u pacientů s kardiovaskulárním onemocněním.
Snížená ejekční frakce spolu s klinickými příznaky se používá jako objektivní parametr pro diagnózu srdečního selhání. U asymptomatických pacientů s EF < 35–40 % definuje přítomnost dysfunkce levé komory (NYHA I), a tedy potřebu farmakoterapie srdečního selhání. Snížená ejekční frakce, spolu s dalšími parametry, jako jsou klinické příznaky a laboratorní markery, je považována za indikátor špatné prognózy srdečního selhání.

### Kategorie srdečního selhání
Poškození srdečního svalu (myokardu), k němuž dochází například po infarktu myokardu nebo u kardiomyopatie, snižuje výkonnost srdce jako účinné pumpy a může snížit ejekční frakci. Snížení EF se může projevit jako srdeční selhání. Doporučení Evropské kardiologické společnosti pro diagnostiku a léčbu akutního a chronického srdečního selhání z roku 2021 i České kardiologické společnosti rozdělují srdeční selhání nově na základě LVEF do tří kategorií:
- se zachovanou LVEF ≥ 50 % (HFpEF)
- s LVEF ve středním pásmu 41-49 % (HFmrEF)
- se sníženou LVEF ≤ 40 % (HFrEF)

Použité zkratky pocházejí z anglických termínů „heart failure“, „preserved“, „mid‑range“ a „reduced“.